# Сфар, Рашид
Рашид Сфар (араб. رشيد صفر‎; 11 сентября 1933, Махдия, Махдия — 20 июля 2023, Махдия, Махдия) — политический и государственный деятель Туниса. С 1986 по 1987 год занимал должность премьер-министра во время правления президента Туниса Хабиба Бургибы. Сын адвоката и политика Тахара Сфара, сподвижника Хабиба Бургибы и соучредителя Тунисской националистической партии в 1934 году. Предки Сфара были одними из первых людей турецкого происхождения, прибывших в Тунис во время правления Османской империи из Анатолии и Македонии.

## Биография
После получения среднего образования в лицее в городе Сфаксе, продолжил углублённое изучение гуманитарных наук, права и экономики в Тунисе и в Париже, где учился в «Ecole Nationale des Impôts» с 1958 по 1959 год. В независимом Тунисе Рашид Сфар работал на различных административных должностях, в частности в министерстве финансов: генеральный директор по налогообложению, генеральный директор по экономическим и финансовым отношениям, генеральный директор по контролю над табачными изделиями и генеральный секретарь министерства финансов. В декабре 1977 года Хабиб Бургиба назначил его руководителем министерства горнодобывающей промышленности и министерства энергетики. В 1980 году был руководителем министерства обороны, в 1982 году возглавил министерство здравоохранения, а с 1984 по 1986 год руководил министерством экономики.
В июле 1986 года, до ухудшения экономического положения в стране, президент Хабиб Бургиба уволил премьер-министра Мохаммеда Мзали и поручил Рашиду Сфару осуществить план структурной перестройки в должности премьер-министра. Рашид Сфар восстановил макроэкономическое положение Туниса, приняв в Собрании народных представителей «закон о финансах», обесценив динар на 10 % и получив поддержку от Международного валютного фонда и Всемирного банка в восстановлении валютных резервов и получении кредита. Президент Хабиб Бургиба уволил Рашида Сфара 3 октября 1987 года, на его должность был назначен министр внутренних дел Зин аль-Абидин Бен Али.